# Rejon wielkołucki
Rejon wielkołucki (ros. Великолукский район, wielikołukskij rajon) – jednostka administracyjna wchodząca w skład obwodu pskowskiego w Rosji.
Centrum administracyjnym rejonu jest miasto Wielkie Łuki, a główną rzeką to Łować wraz z dopływami. W granicach rejonu usytuowane są centra administracyjne wiejskich osiedli: Łyczowo, Pierieslegino, Poriecie, Szełkowo.